# Muzeum miniaturního profesionálního umění Henryk Jan Dominiak

Administrativní mapa vojvodství. Slezské vojvodství je rozděleno na 17 okresů a 19 měst s postavením okresu (městské okresy). Třetím stupněm administrativního členění je 167 gmin, z toho 49 městských, 22 městsko-vesnických a 96 vesnických.

Muzeum miniaturního profesionálního umění Henryk Jan Dominiak (polsky  Muzeum Miniaturowej Sztuki Profesjonalnej Henryk Jan Dominiak w Tychach) je polské muzeum moderního umění sídlící v Tychách, které v roce 2013 založil Henryk Jan Dominiak. Muzeum se nachází na ulici Żwakowska 8/66 a je považováno za nejmenší muzeum na světě (je jedním z nejmladších v Evropě). Na základě imperativu precedence (latinsky precedere, "předcházet") muzeum podléhá Ministerstvu kultury a národního dědictví a je pod jeho dohledem.
Dne 22. října 2013 byl s ministrem kultury a národního dědictví Bogdanem Zdrojewskim odsouhlasen řád Muzea, které má 4 oddělení:
- Sbírka obrazů, kreseb a grafiky;[1]
- Sbírka soch a keramiky;[1]
- Sbírka faleristiky, vexilologie, heraldiky, symbolů a emblémů;[1]
- Sbírka chladných zbraní.[1]

## Aktivita

### Sociální identita

#### Vzor individuální aktivity – model pomalého muzea
- Téměř od samého počátku se muzeum řídí „modelem pomalého muzea”, tedy pomalou a nenáročnou prohlídkou exponátů.[5] V otázce vystavování klade důraz na „pravost”[5] muzejní sbírky a „nadvládu kvality nad kvantitou”.[5] Kromě stálé expozice a z důvodu „relaxace a přizpůsobení se psychofyzickým schopnostem hostů”[5], muzeum v roce 2013 vystavovalo své exponáty, mj. ve Středisku ekologické výchovy „Pszczyna zubři” v Jankowicích a kulturním středisku Pszczyna.[6] Dále u Hornického muzea v Nové Rudě[7] a přímo u autoturistické trasy v Tychách – ulice Żwakowska (oba incidenty se odehrály v roce 2014).[8] V roce 2015 reprezentovala sbírka instituci v Radziwillově parku v Bílé Podlaské[9][10][11] a na „Náměstí pod žirafou” v Tychách.[12]
- Tato myšlenka v rámci bodu „péče o místní komunitu”[5] v roce 2015 zahájila charitativní akce, kdy výtěžek z prodeje vstupenek věnovala: chlapci s Williamsovým syndromem z Tych[13] a holčičce narozené v 6. měsíci těhotenství z Bialé Podlaské.[10][11] A od roku 2016 se stejný koncept uplatňuje i u školáků a návštěvníků zařízení, kteří se vysazením konkrétní rostliny na vybrané místo v dendrologické[14] zahradě mohou seznámit s přírodou a topografií města a především se zapojit do umělecké tvorby.[15] Dne 12. února 2018 jako „Partner” – jako jedno z osmi muzeí ve Slezském vojvodství[16] za účelem realizace Karty velké rodiny uzavřelo dohodu se Sdružením velkých rodin „Tři plus”[17] a v dubnu 2018 s Regionálním centrem sociální politiky Slezského vojvodství – program s názvem Slezsko pro rodinu – Karta velké rodiny.[18] Od 26. ledna 2022 je jako spoluúčastník programu Katovická karta rezidenta (KKM) jediným z Tychů[19], která podepsala dohodu s městem Katovice.[20] Z obecného hlediska dokonale zapadá do výše uvedené doktríny opatrovnictví osob se zdravotním postižením, neboť na základě římského přísloví – ab ovo ad mala (latiny od vejce k jablku) umožňuje těmto osobám navštívit psa s osvědčením[21]: asistenčního psa (služebního psa), vodicího psa, varovacího psa, speciálně vycvičeného psa.[5] V rámci pokračování tématu péče o ty, kteří potřebují darovat krev a plazmu, uspořádalo zařízení 1. ledna 2022 dvanáctiměsíční výstavu certifikátů za dobrovolné dárcovství krve s názvem Kapka krve v oceánu potřeby 2022.[22]
- V rámci „péče o životní prostředí”[5] a „přátelského pracovního prostoru”[5] byla ve stálých prostorách muzea uspořádána celoroční výstava Status quo 2021.[23][24][25][26]
- Poté, co se návštěvníci seznámí s expozicí v rámci „vzdělávání k pomalému přijímání” kompozice kaktusů a dalších sukulentů[5], mají možnost dozvědět se o schématu organizace a provozu expozic.[27]

## Sbírky muzea
Je Muzeum umění, v nichž jsou shromážděny sbírky moderního i současného umění. Outpost je zaměřeno na umění od počátku 20. století do současnost. Sbírka muzea obsahuje přibližně 942 umělecké, kulturní nebo vědecké předměty, přičemž jednoznačně převažuje emblematika - emblémy - odznaky, které jsou drobným symbolickým předmětem (238), součástí expozice je však i 207 řádů a medailí exponáty, 28 Grafik ve smyslu umělecké grafiky, 165 umělecké kresby a 98 díla malířů. Jsou zde vystaveny i modely: sochy (49) i Keramika (7). Součástí expozice je však i několik heraldické exponáty (75), symboly, které jsou druhem znaku (74) a Chladná zbraň (1).
Ne všechna sbírková exponáty jsou aktuálně vystavená ve veřejně přístupné části muzea – část z nich se nachází v té části skladování a je promítán příležitostně (výročí, státní svátky a školní výlety).

## Galerie

### Oddělení I

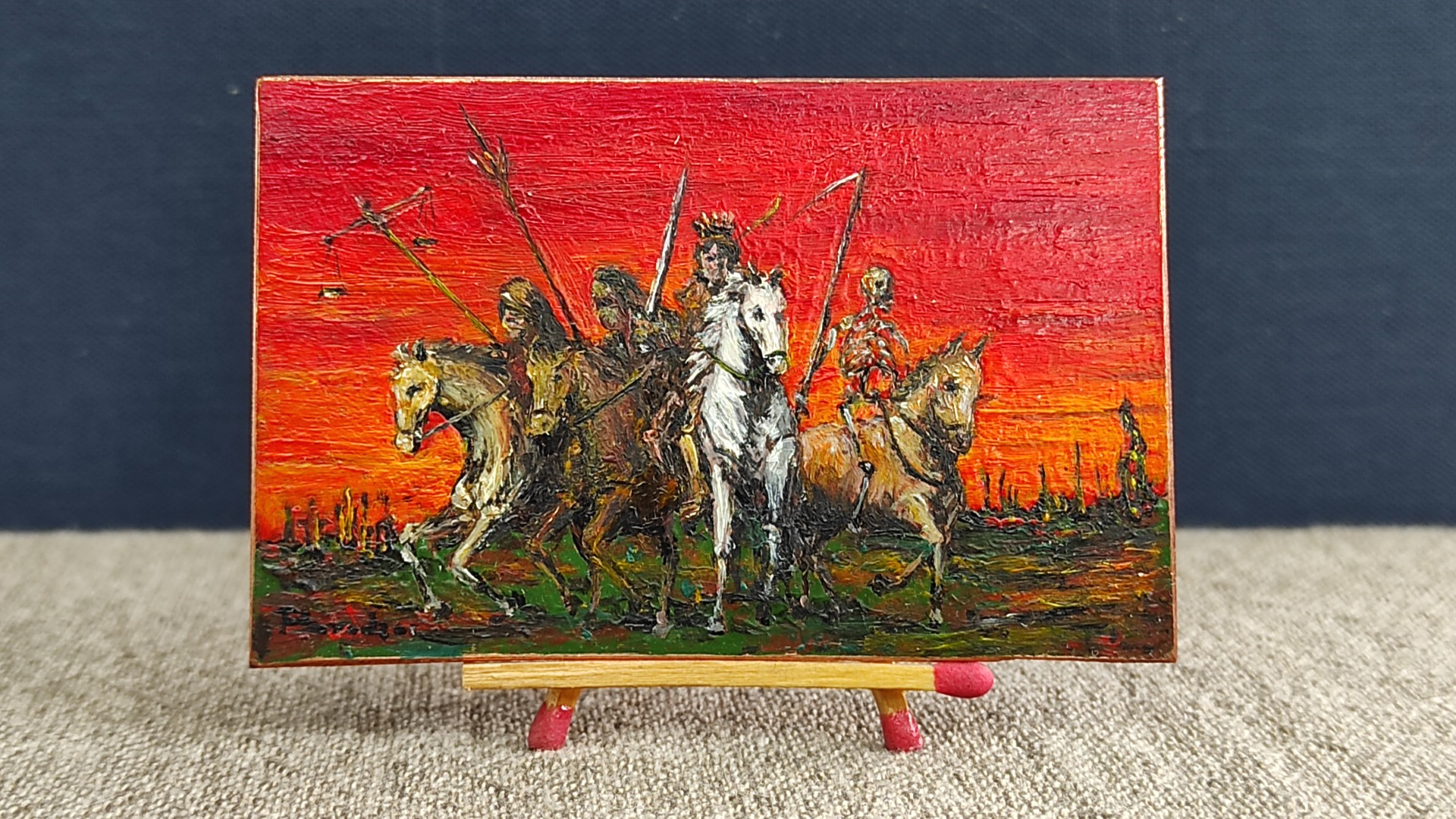
Čtyři jezdci z Apokalypsy Autor Paweł Brodzisz
Povrch měď
Rozměry 50 × 77 mm

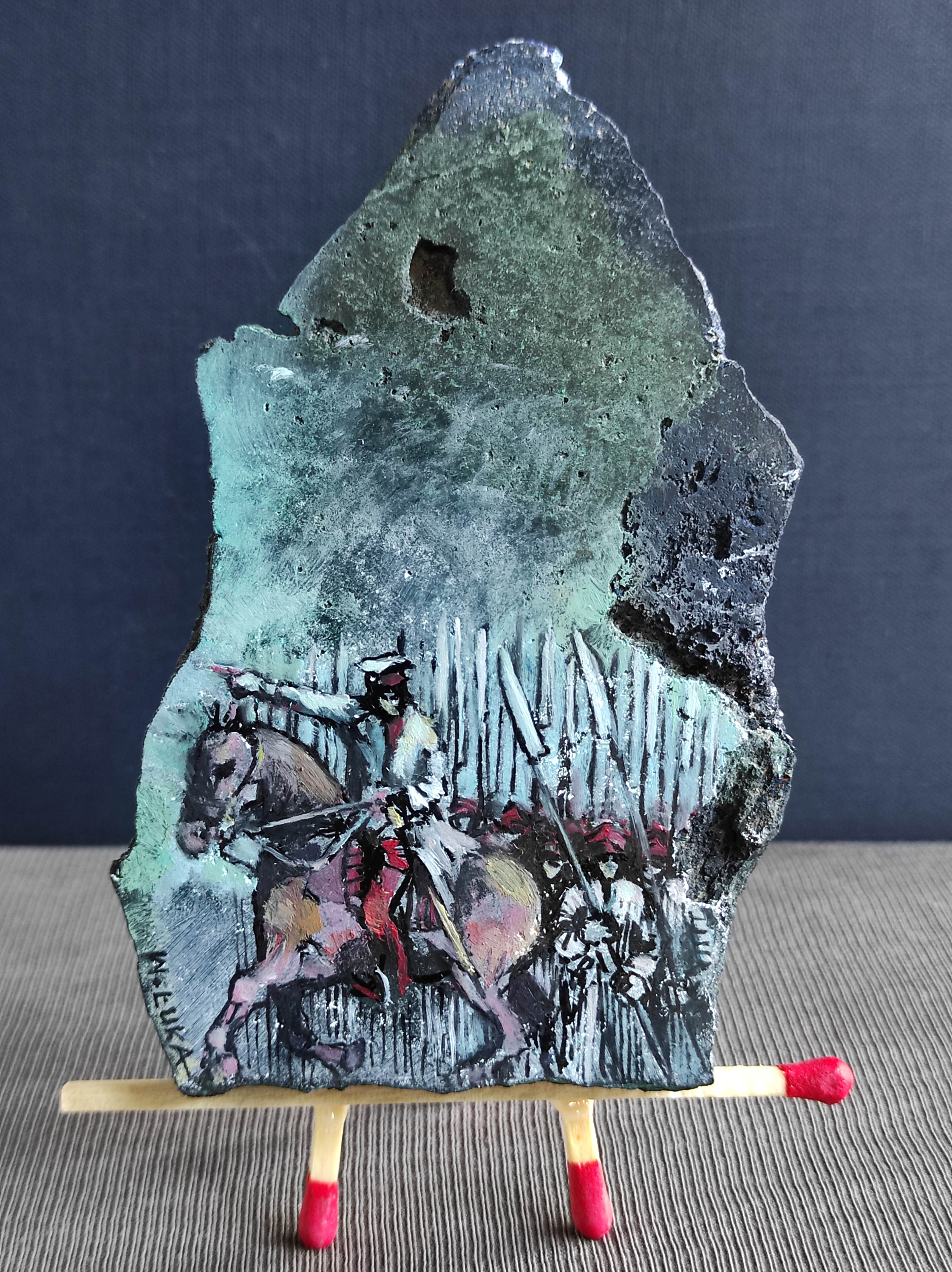
Bitva u Racławic Autor Wojciech Łuka
Povrch malachit a lapis lazuli
Rozměry 132 × 77 mm

Nejstarší exponát pochází z roku 1993, nejmladší z roku 2022. Od dob založení muzea je malba, kresba a grafika považována za samostatný umělecký projev. Ti nejmenší jsou zobrazeni na stojanech vyrobených z tradičních zápalek.

#### Obrazy
Střední prvek – 98 předměty jedné z oblastí výtvarného umění. V muzeu malířství je vedle sochařství a grafiky jednou z částí výtvarného umění. Je to postup aplikování barviva rozpuštěného v médiu a nanášení (lepivého) činidla na povrch, jakým je například papír, malířské plátno, terakota, přírodní metamorfovaná hornina (lapis lazuli) nebo anyolit samostatná odrůda zoisitu (je složen ze světle zeleného zoisitu (minerál ze skupiny sorosilikátů), temně zeleného pargasitu a rubínu), sodalit, mramory (krystalické vápence), který jsou většinou bílé, ale díky různým příměsím mohou nabývat nejrůznějších barev – např. lesní zelená (anglicky forest green).
Umělecká malba se považuje za jednu z nejdůležitějších forem výtvarného umění w Muzeu. Dělení malířství podle funkce, podle námětu: náboženské obrazy, historické, portréty, autoportréty, krajina, zátiší (nature morte – mrtvá příroda), sociální tematika (lidé, život), abstraktní (latiny „oddělení”), nefigurativní malby. Muzejní sbírka malířství je spojeno především se témata jako: rostlinná říše rodu: chrpa, gerbera, pryšec nádherný (známý též jako vánoční hvězda), lilie, mák, růže a slunečnice. Leitmotiv rodiny zvířat: kůň, levhart. Dále pak živočichové z řádu: krokodýli, šupinatí a želvy. Malby - obrazy se rozlišují také podle zobrazovaného námětu (hostinec, zvonice, kaple, kostel, mlýn, synagoga, hrad).

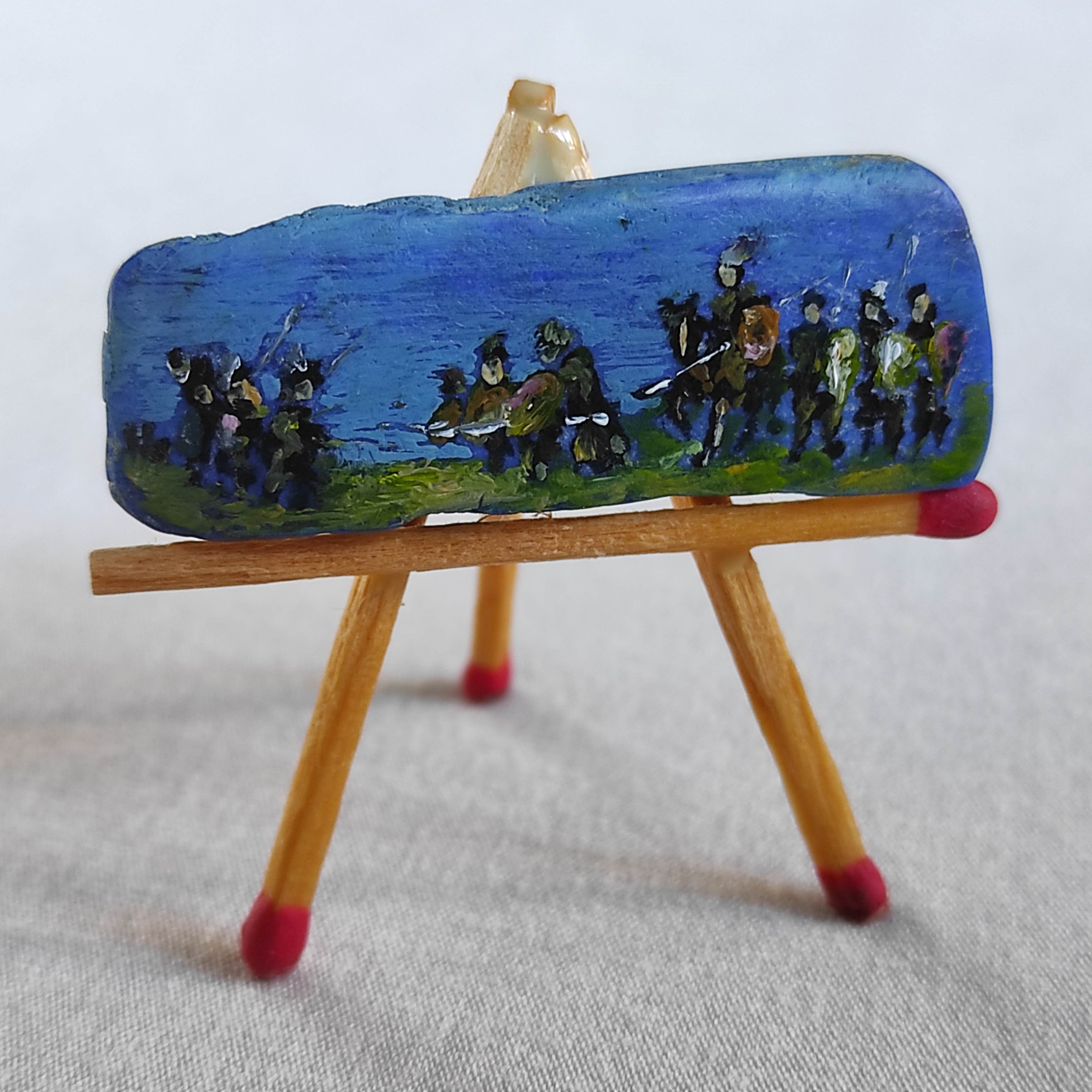
Bitva u Cedynie Autor Paweł Brodzisz Povrch lapis lazuli Rozměry 42 × 15 mm
Růže Povrch terakota Rozměry 23 × 23 mm
Orion Povrch sodalit Rozměry 19 × 31 mm
Zázrak na  Visle – Bitva u Varšavy (1920) Povrch zoisit (anyolit) Rozměry 44 × 22 mm
Ještěrka Povrch mramor lesní zelená Rozměry 28 × 35 mm
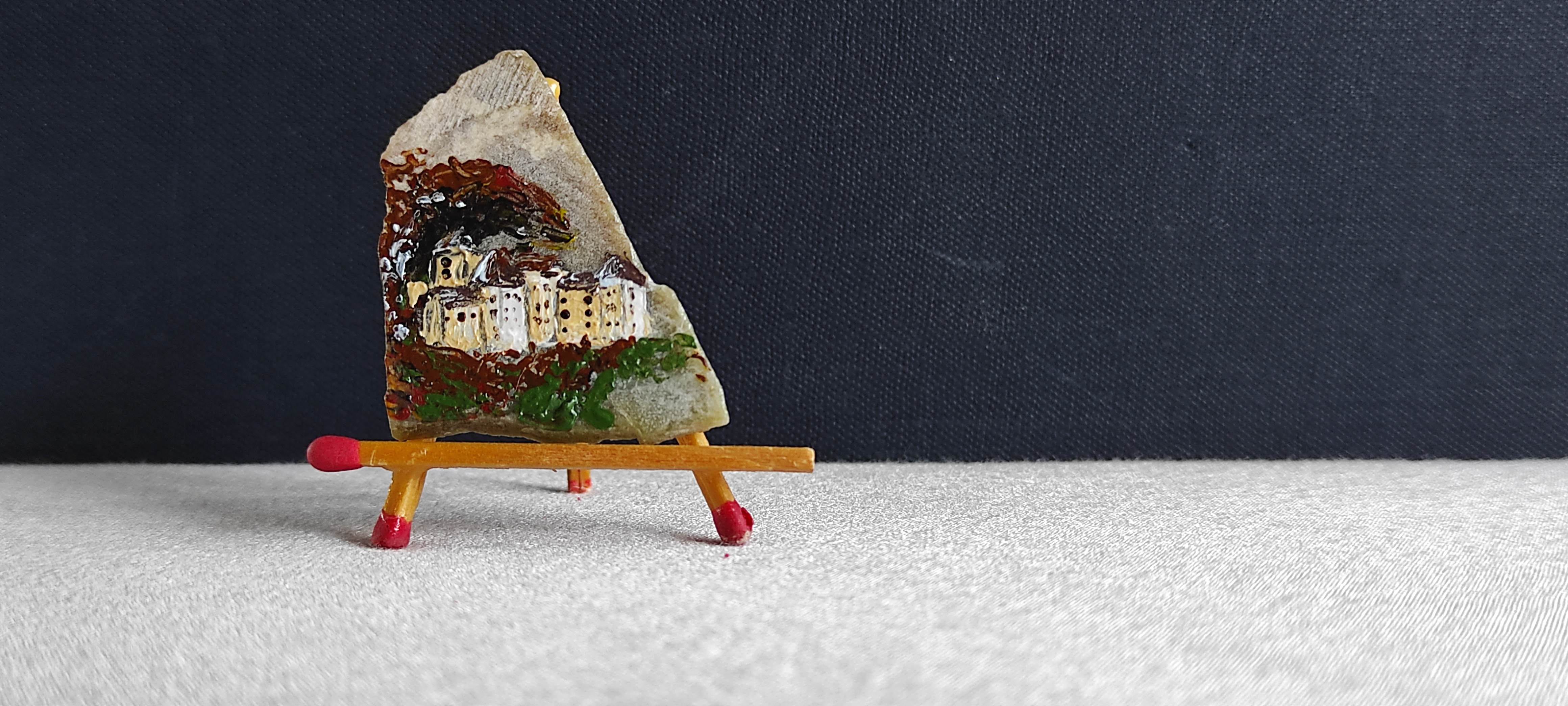
Predjamský hrad, byl postaven na konci údolí, kde se potok Lokva noří pod 123 m vysokou skálu Povrch Kalcit (uhličitan vápenatý) Rozměry 31 × 37 mm
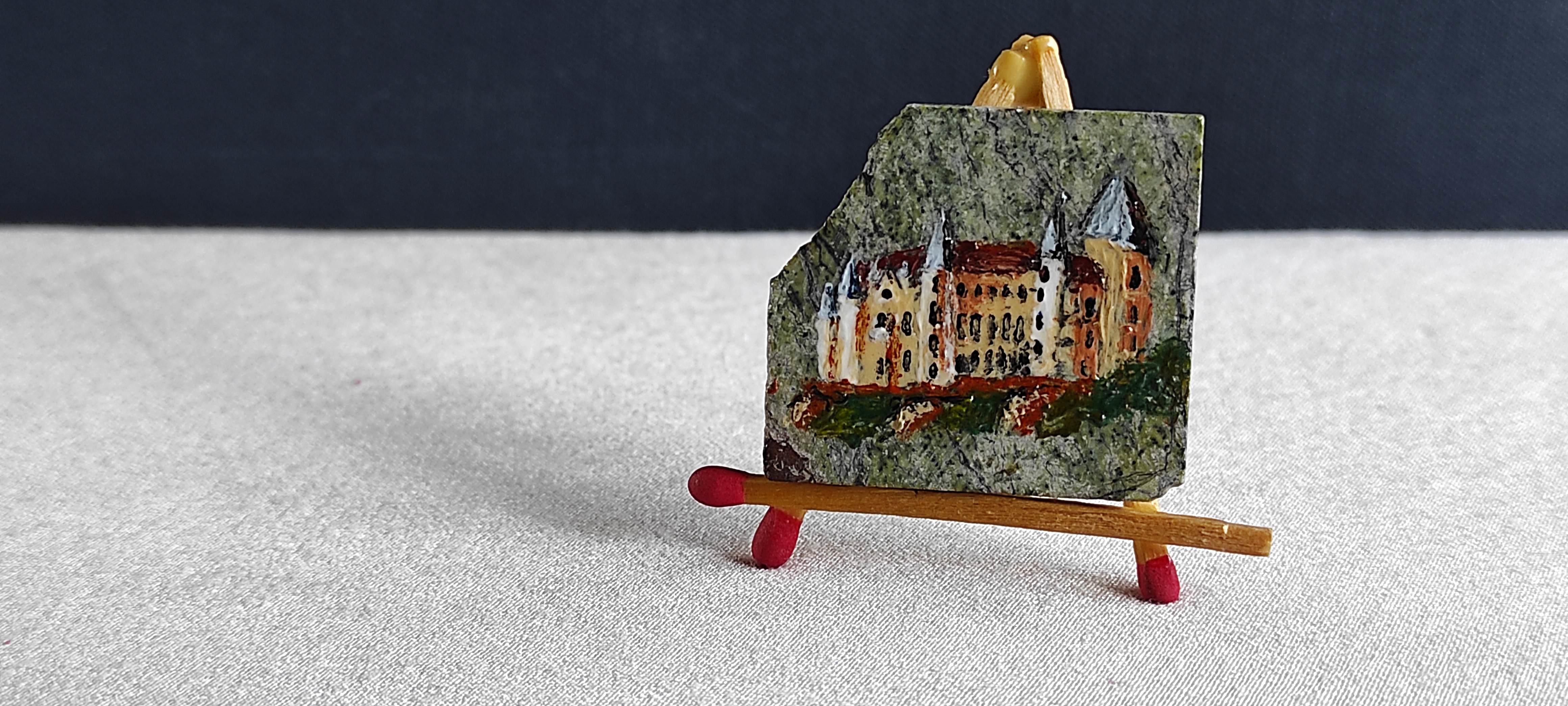
Dunrobin hard Povrch skupina serpentinu Rozměry 31 × 29 mm

#### Kresba
Největší prvek tvořící jádro sbírky – 165 položek. Kresby v muzeu jsou samostatným výtvarným dílem. Muzeum představuje rozsáhlou sbírku povrchových zobrazení dojmů nebo představ vytvořených na papíře a kartonu tužkou (grafitem) nebo tuší (černou nebo barevnou). Zde se aktivizací tvaru vnímatelné formy, dosažitelného a jasného sdělení, stejně jako v podmnožině malby, stala živočišná říše rodu: člověk, kůň, vlk, zajíc, stegosaurus, tyranosaurus, triceratops, brachiosaurus, pteranodon. Ze stejné řádové říše: vážky, motýli a volavka (Ardea) (druh šedé volavky). Existují díla, kde se odráží říše rostlin rodu: dub, vrba, pšenice. Jako podklad pro kresbu se nejčastěji používá papír, dále karton, desky, lapis lazuli ((lat., z perského لاژورد, znamená "modrý kámen"), je hornina, drahý kámen – hojné míře se nachází v Afghánistánu), mramor (krystalický vápenec), howlite (minerál ze skupiny silikátů) a mnohé další.

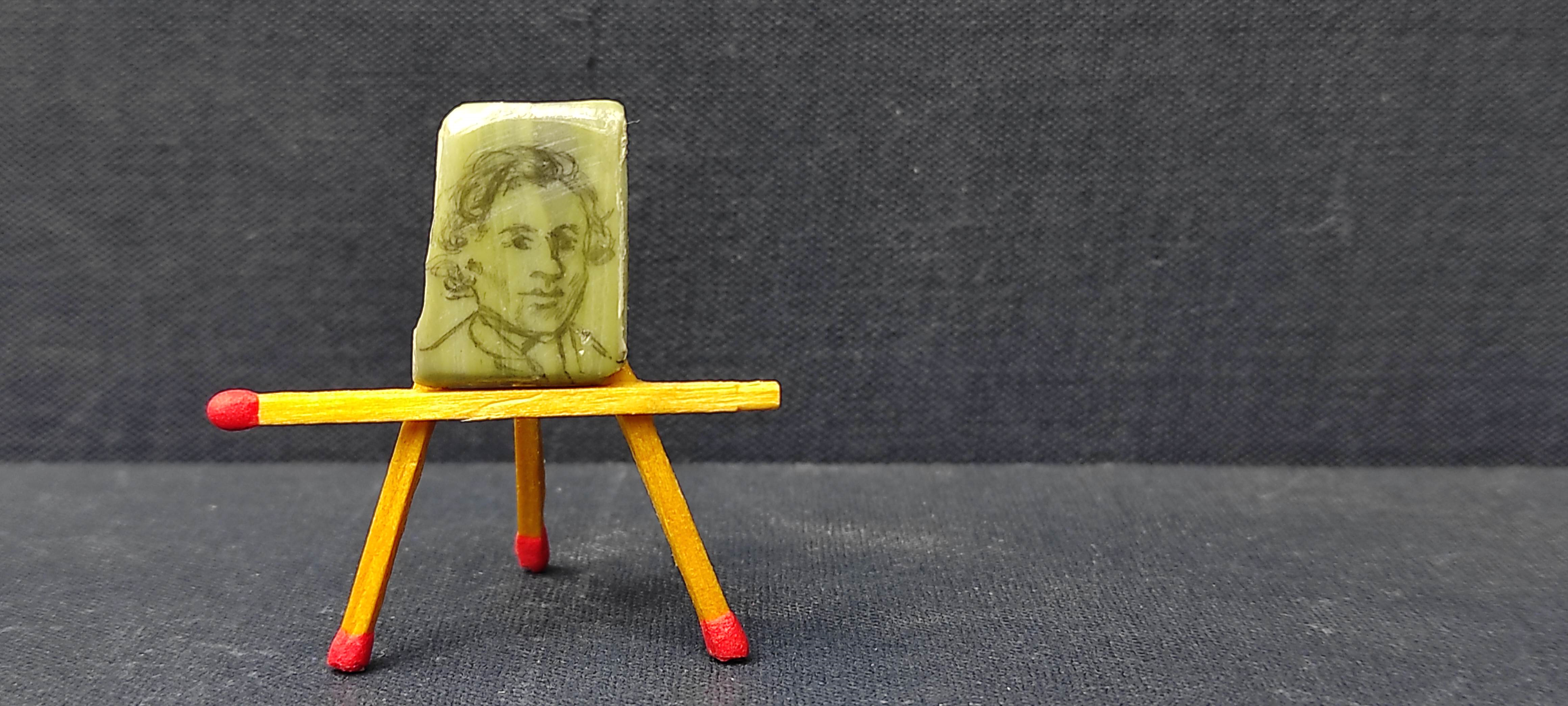
Fryderyk Chopin Povrch jaspis v zelené barvě Rozměry 15 × 20 mm
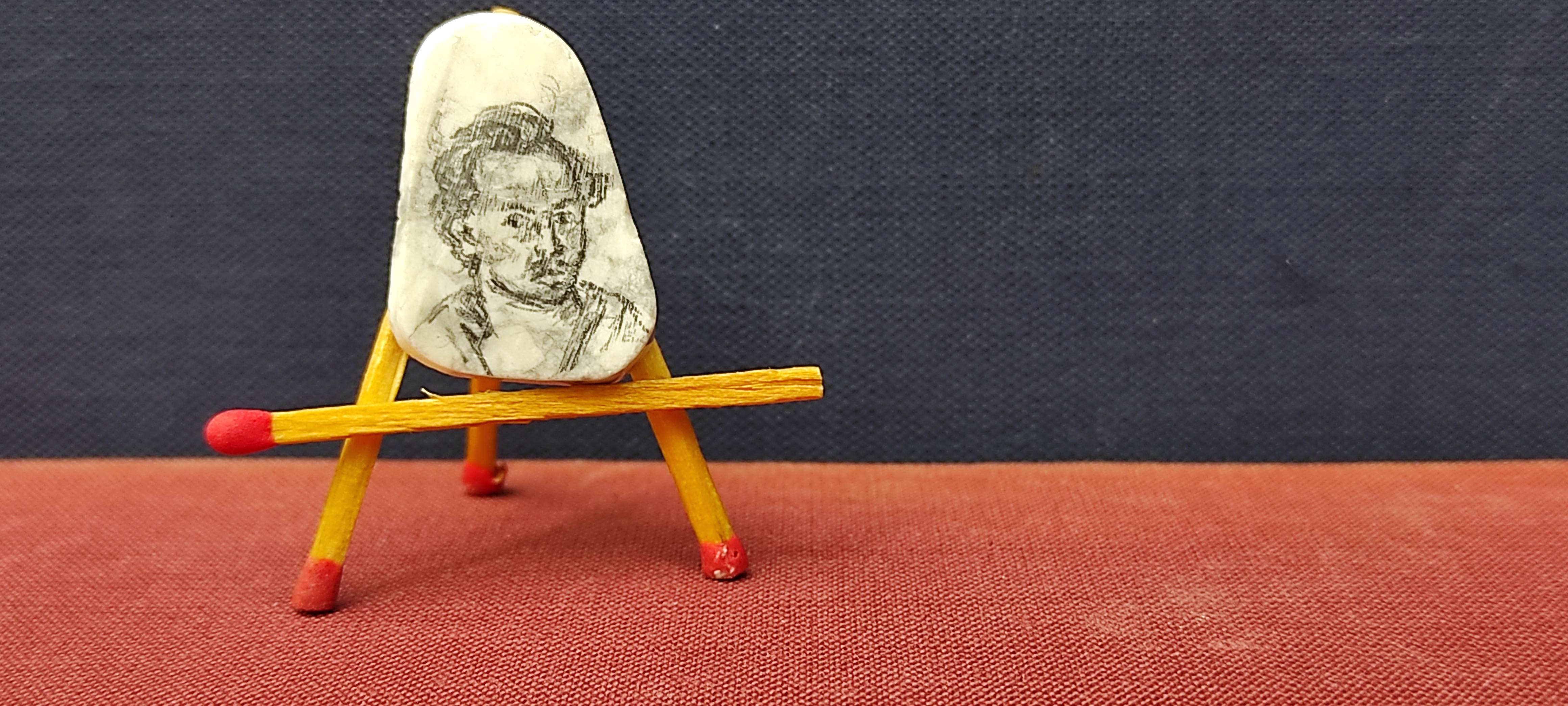
Juliusz Słowacki Povrch howlit Rozměry 19 × 27 mm
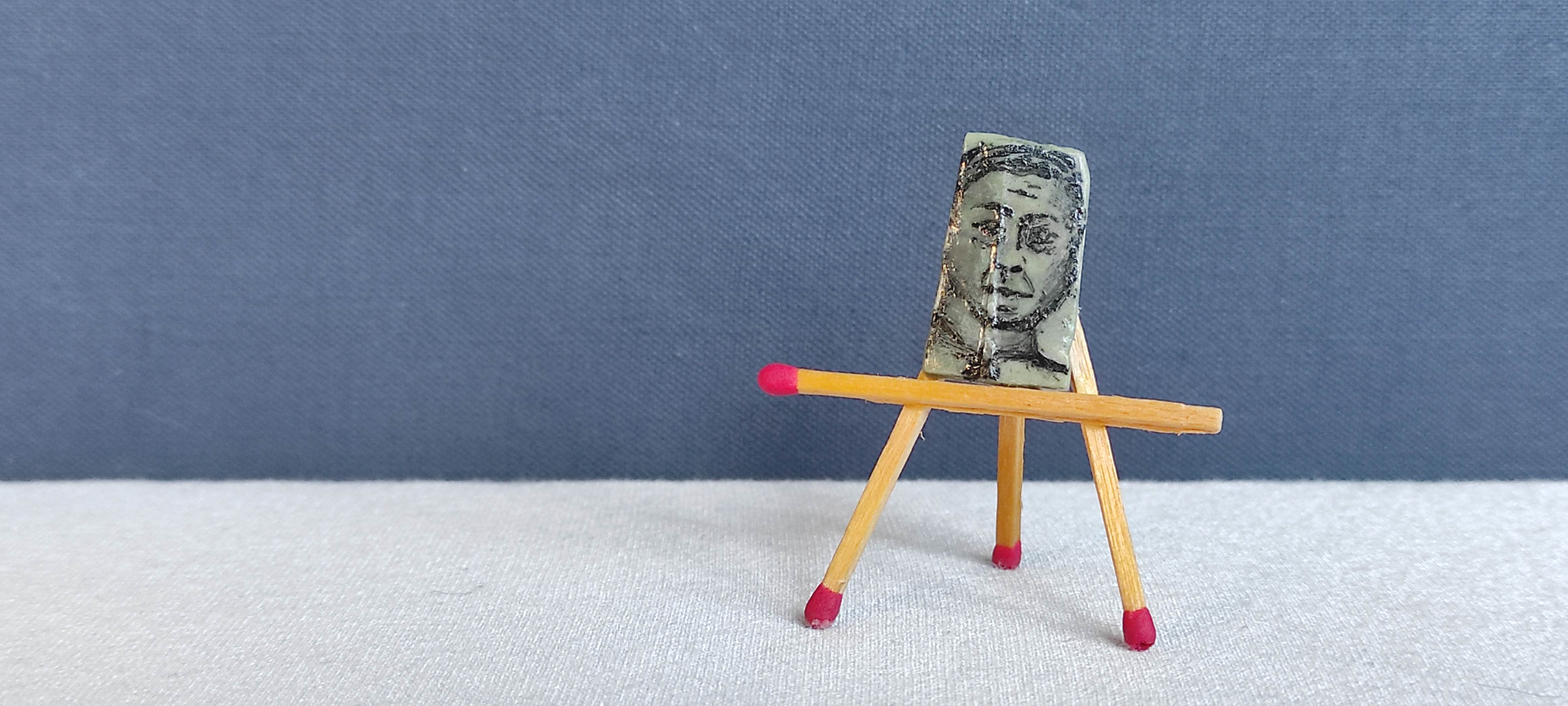
Volodymyr Oleksandrovyč Zelenskyj Povrch jaspis v zelené barvě Rozměry 14 × 22 mm
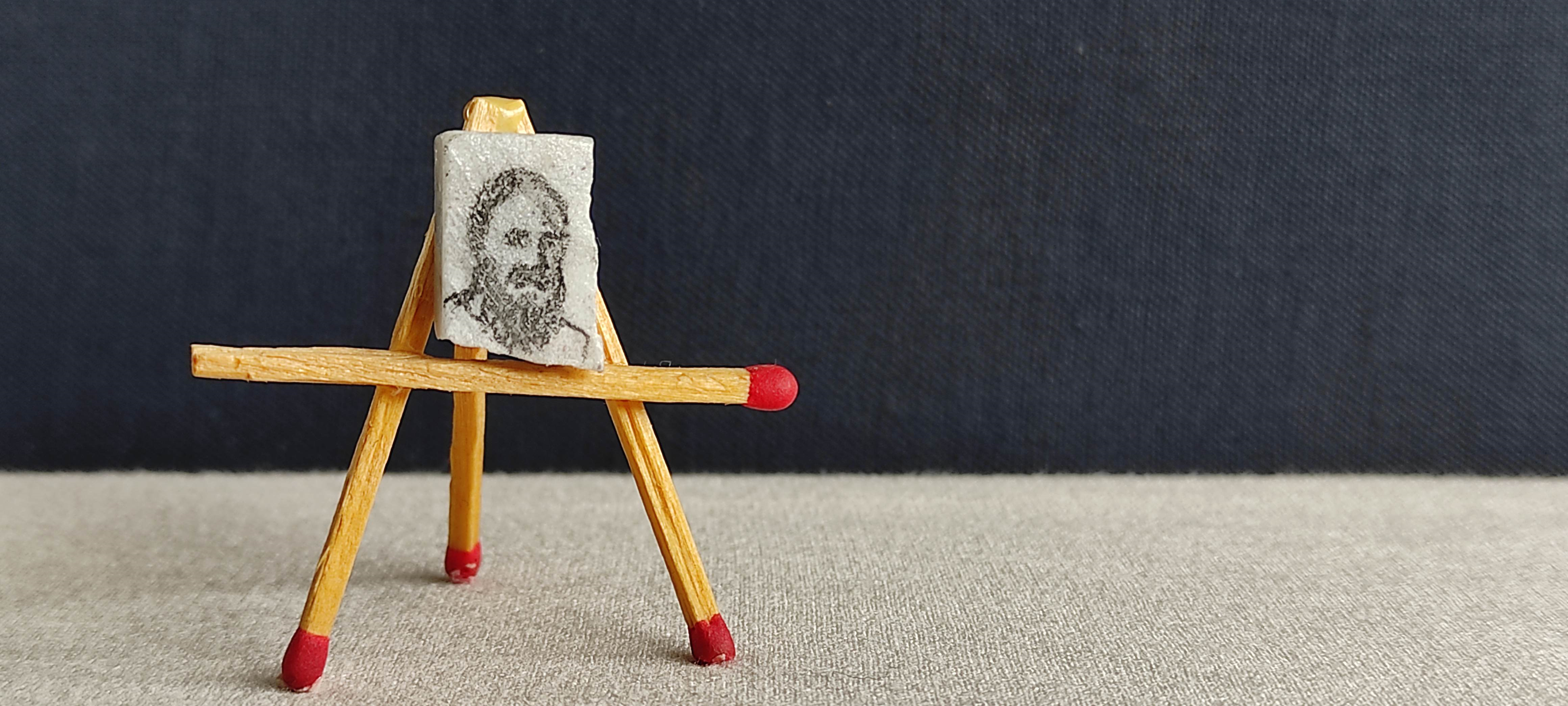
Józef Ignacy Kraszewski Povrch mramor Rozměry 11 × 16 mm

#### Grafika
Nejmenší prvek – 28 fyzicky existujících věcí s názvem dvojrozměrné umělecké dílo vytvořené rukou umělce, který použije jednu z grafických technik. Tento jsou pomocí těchto grafických technik vytvářena umělecká díla: Lept - grafická technika tisku z hloubky a Akvatinta (ve starší literatuře se můžeme setkat a s názvem zrnkový lept).

### Oddělení II

#### Plastiky
Nejpočetnější prvek – 49 samostatných trojrozměrných uměleckých děl vytvořených sochaři. Nejstarší sochařovo dílo je z roku 1983, dílo s nejmenším počtem let je z roku 2015.

Vysokoškolský učitel Výška 32 mm
Dvě sestry Výška 34 i 30 mm
Stříbrná dáma Výška 26 mm
Barbora z Nikomédie Výška 46 mm
Kdo nás rozdělilt? Výška 13 mm
Bolestný Kristus č. 1 Výška 26 mm

#### Užité umění
Nejmenší prvek – 7 umělecky zajímavých předmětů.

Hliněný džbán č. 1 Výška 18 mm
Hrnec s kyselým mlékem Výška 10 mm
Květináč Výška 9 mm
Hliněný džbán na víno Výška 17 mm

### Oddělení III

#### Faleristika
Druhý nejpočetnější prvek – 207 po emblémech - 238 položek. Pojednává tedy o viditelně nošených vyznamenáních, tj. o řádech, medailích a odznacích, jež byly uděleny za zásluhy jakéhokoli druhu.

Averzní strana medaile 200 let Řádu kříže Virtuti Militari Rozměry 70 × 70 mm
Reverzní strana medaile 200 let Řádu kříže Virtuti Militari Józef Antoni kníže Poniatowski a generál Tadeusz Kościuszko Rozměry 70 × 70 mm
Averzní strana medaile Polský Červený kříž Rozměry 70 × 70 mm
Reverzní strana medaile Polský Červený kříž Rozměry 70 × 70 mm

#### Heraldika
Třetí prvek z hlediska množství – 75 položek, zahrnuje v sobě i studium vzniku znaků, jejich vývoje a užívání. Právo vést erb, čili držet znak a dědit ho, měly právnické i fyzické osoby. Muzejní sbírka zahrnuje v sobě jen šlechtické erby, ale i znaky států, měst a korporací, znak králů Francie.

Heraldický symbol lilie (francouzsky Fleur de lys nebo Fleur de lis – „květ lilie“), ve 12. století za vlády Ludvíka VI., byla «fleur de lis» použita jako hlavní znak panovníků francouzského království. Rozměry 10 × 13 mm
Erby 17 polských vojvodství – 1950–1975 Rozměry 21 × 15 mm

#### Symbolismus
Vedlejší složka – 74 položek. Vojáci, policisté, skauti, železničáři a další uniformované služby včetně pošťáků zdobili symboly ke svému snazšímu rozlišení. Původně tyto výložky označovaly příslušnost k určité uniformní skupině a byly nošeny s úctou k sobě samému a s patřičnou ctí. Dnes jsou v muzeu předmětem fascinace a v některých návštěvnících možná vyvolávají vzpomínky.

Kříž ZHP 1973 - Harcerství (pl.: Harcerstwo) je společenské a výchovné hnutí, představující polskou interpretaci skautingu, se též používá pro označení harcerských organizací v Polsku i zahraničí (v rámci polské diaspory) Rozměry 31 × 31 mm[39]
ZHP KOŚCIUSZKOWCY 1967 Rozměry 14 × 41 mm

#### Emblematika
Největší předmět je ústředním bodem sbírky - 238 předmětů. Nejpočetnější jsou: loga firem nebo pracovišť lišících se specializací, identifikátory: uhelných dolů (závod či prostor, závod či prostor, kde se těží nerostné suroviny, například uhlí, nebo rudy), kovové znaky renomovaných automobilových značek (Toyota, FIAT, Daewoo, Tatra, Peugeot), bank (PKO BP – polská banka (doslova Všeobecná spořitelna - instituce, která poskytuje finanční služby)), oceláren.

Tatra je český výrobce nákladních, vojenských a speciálních automobilů sídlící v Kopřivnici v Moravskoslezském kraji Rozměry 9 × 9 mm
Luterská růže je znakem luteránství Rozměry 15 × 15 mm
VEM DDR Rozměry 20 × 28 mm
Stylizovaný kohout Kurského bratrstva Rozměry 18 × 22 mm

### Oddělení IV
Na oběžné dráze tohoto paketu jsou od počátku až do současnosti počty omezeny na minimum. Přesněji řečeno - skládá se pouze z krátkých ceremoniálních zbraní na blízko, které jsou kritériem pro důstojnickou hodnost letectva.

#### Chladná zbraň
Nejmenší možná položka – 1 položka. Je dýka s dlouhou štíhlou čepelí, sloužící většinou jako parádní zbraň.

Důstojnická korouhev letectva Krátké slavnostní bílé paže 1972 Rozměry 74 × 370 mm

## Vyznamenání

### Odznaky
- – Čestný odznak „Zasloužilý o polskou kulturu” (2021)[41]
- – Zlatý čestný odznak za zásluhy o Slezské vojvodství (2020)[41]
- – Zlatý odznak „Za zásluhy o výstavbu” pro kolektivy (2021)[41]

### Ocenění
- Cena Zemského fondu ochrany životního prostředí a vodního hospodářství v Katovicích „Zelený šek”, doporučená Jakubem Chełstowským - maršálkem Slezského vojvodství a Andrzejem Dziubou - starostou města Tychy, pro ředitele muzea za jeho aktivity popularizující a propagující proekologické postoje. (2019)[41][42][43][44][45][46][47]
- Ocenění „Orli zábavy” - vítěz soutěže o cenu zákazníků (2019), (2020), (2021)[41]
- Ocenění „Zlatí orli zábavy” - muzeum patří 6,05 % nejlepších zábavních podniků v Polsku. (2019), (2020)[41]
- Ocenění „Platinum Business Lion” (2020)[41]

### Certifikáty
- Certifikace ISO 9001 (2020)[41]
- Certifikát kvality - Historické místo s evropskou hvězdou (2020)[41]
- Certifikát kvality - European Quality Leader (2020)[41]
- Evropský certifikát nejvyšší kvality (2020)[41]
- Polský certifikát nejvyšší záruky kvality (2020)[41]
- Certifikát důvěryhodné společnosti (2020)[41]
- Certifikát spotřebitelské důvěry Laurel (2021)[41]